# المجلس العربي (منظمة)

الشعار القديم للمجلس العربي بين 2014 و2018.

المجلس العربي وسابقا المجلس العربي للدفاع عن الثورات والديمقراطية، هو منظمة غير حكومية تجمع عدة شخصيات عربية بهدف الدفاع عن ثورات الربيع العربي وترسيخ الثقافة الديمقراطية في المنطقة العربية وتبادل التجارب والخبرات في إدارة المراحل الانتقالية. تم تأسيس المجلس في 26 يوليو 2014 واتخذ مقرا رئيسيا له تونس العاصمة مع اتخاذ عدة فروع له في عدة دول من العالم.

## التاريخ
أعلن عن تأسيسي المجلس في 26 يوليو 2014 في تونس العاصمة في تونس، وذلك بحضور توكل كرمان وأيمن نور وعماد الدايمي وتم اختيار الرئيس التونسي المنصف المرزوقي رئيسا للمجلس. 

في 31 مايو 2015، عقدت الهيئة التأسيسية العليا بجميع أعضائها الأربعة اجتماعا في باريس، وخرج عن هذا المجلس تقررير رزنامة عمل النصف الثاني من سنة 2015، إضافة على بعث مجلس حكماء عربي لحل النزاعات والمصالحة، وكذلك إنشاء يوم عالمي للديمقراطية في العالم العربي. 

تقرر في 2018 الاقتصار عن عبارة «المجلس العربي» لتوسيع دائرة اهتمام المنظمة على كل الشعوب العربية وجالياتها المقيمة في الخارج.
نظم المجلس العربي في 16 و17 مارس 2019 فعالية فكرية في إسطنبول تحت عنوان مؤتمر عرب المستقبل: من أمة رعايا إلى أمة مواطنين، وشارك فيه حوالي 170 شخصية عربية، من بينهم المرزوقي وكرمان ونور الدايمي، ولكن أيضا رئيس الوزراء الموريتاني السابق يحيى ولد أحمد الواقف ورئيس الحكومة السورية المؤقتة السابق أحمد طعمة وعالم الفلك المصري عصام حجي والسياسي السوداني غازي صلاح الدين العتباني والإعلامي علاء صادق.

## التنظيم

### الهيئة التأسيسية العليا
- رئيس: التونسي المنصف المرزوقي، رئيس الجمهورية التونسية السابق.
- عضو: اليمنية توكل كرمان، حائزة على جائزة نوبل للسلام في سنة 2011 وعضو في حزب التجمع اليمني للإصلاح.
- عضو: المصري أيمن نور، مؤسس ورئيس حزب حزب غد الثورة.
- عضو: التونسي عماد الدايمي، أمين عام حزب المؤتمر من أجل الجمهورية.

### المكونات واللجان
- هيئة أمناء المجلس: تضم رموز عن بلدان الثورات العربية إضافة عن فلسطين، تنتخب الرئيس.
- مجلس خبراء: إدارة المراحل الانتقالية وإعداد القوانين النموذجية للعدالة الانتقالية وإصلاح القضاء ومحاربة الفساد.
- الأمانة العامة: الإدارة اليومية لأعمال المجلس. تتكون من أمين عام وأربعة نواب.
- لجنة حقوقية للحريات والعدالة والدفاع عن الضحايا.
- لجنة دستورية: وضع مشروع دستور عربي يجسد قيم وأهداف الثورات العربية.
- لجنة للعلاقات الدولية: التنسيق مع المؤسسات الإقليمية والدولية.
- لجنة مالية وإدارية.
- لجنة دائمة: وضع تقرير المجلس السنوي حول حالة الثورات العربية خلال عام.
- لجنة إعلام واتصال: تطلق موقعا للمجلس وتتولى التواصل مع وسائل الإعلام والنشر.

## الأهداف
جاء في البيان التأسيسي عدة أهداف منها: «الدفاع عن حق الشعوب في اختياراتها ومكتسباتها التي تحققت بفعل تضحيات كبيرة عبر تجميع كل القوى الثورية في بلدان الربيع العربي من أجل انجاح مسار التحرر والتغيير ودعوة كل الحالمين بالديمقراطية والسلام والحرية وحكم القانون أفرادا وأحزابا وجمعيات مدنية إلى الالتحاق بهذه المبادرة حماية للربيع العربي».

## مقالات ذات صلة
- الربيع العربي: الثورة التونسية  ·  الثورة المصرية  ·  الثورة اليمنية  ·  الثورة الليبية  ·  الحرب الأهلية السورية

## روابط خارجية
- الحسابات السابقة على فيسبوك (أنظر هنا) وعلى يوتيوب (أنظر هنا).